# Sviluppo di Windows 98
Lo sviluppo di Windows 98 iniziò negli ultimi mesi del 1996 e terminò nel giugno 1998. Il nome in codice del progetto di sviluppo era Memphis.

## Introduzione
Dopo Windows 95, Microsoft iniziò a lavorare ad un nuovo sistema operativo, con nome in codice Windows Nashville, popolarmente chiamato Windows 96. Questo, però, fu ben presto annullato e si incominciò a sperimentare un sistema operativo che, inizialmente sarebbe dovuto uscire nel 1997: Windows 97 (nome in codice "Memphis"). Molte delle novità incluse nelle versioni preliminari compilate di Windows Nashville furono usate nel nuovo progetto.

## Sviluppo preliminare
Nel 1996, dopo che Windows Nashville, nonché un progetto fra i più noti, fu annullato, Microsoft iniziò a lavorare su un nuovo sistema operativo con il nome in codice Memphis, conosciuto popolarmente come Windows 97.
Nella build 1351 che avrebbe segnato l'inizio di un grande sviluppo, Microsoft provvide innanzitutto a fissare il bug di IO.SYS che impediva di accedere al sistema operativo. In questa build fu modificata la schermata di avvio, che presentava il logo di Microsoft Memphis; anche la mascherina del setup venne modificata, seguendo ora uno stile completamente diverso da quello di Windows 95, con i passaggi della configurazione segnati sul lato sinistro. Infine Paint prese il nome 'Microsoft Paint Memphis'.

## Sviluppo della Beta

Avvio di Microsoft Memphis beta 1

Nella build 1400 (Beta 1) il setup venne in parte riscritto: anziché 3 passaggi, ora se ne contavano 4; inoltre, comparve un sistema a tempo che permetteva all'utente di calcolare il tempo rimanente al completamento dell'installazione. Un ulteriore cambiamento fu apportato nella schermata di avvio, che presentava uno sfondo nero con il logo Windows dai bordi animati; inoltre, le icone cambiarono, assumendo un aspetto tridimensionale, e la versione di Internet Explorer era la 4.0.
Nella build 1546 non vi furono migliorie visibili.
Nella build 1569 (Beta 2) il processo di installazione venne completamente riscritto e graficamente assomigliava a quello finale; la schermata di boot riportava il nome del sistema operativo, che divenne ufficialmente Windows 98. Questa build incluse Microsoft Interactive CD Sampler.
Nella build 1593 non vi furono migliorie visibili, così come nella build 1602 distribuita nel novembre 1997 – che incluse i suoni di avvio e arresto definitivi – così come nella resource kit (build 1650), e nella 1658.
Nella build 1681 (beta 3) il processo di installazione fu riscritto definitivamente; la schermata divenne quella definitiva e, nella fascia posta a sinistra del Menu Start, comparve la scritta "Windows 98".

## Release Candidate
La build 1900 è la release candidate di Windows 98: quasi tutte le caratteristiche sono consolidate, tranne qualche particolare. È stata questa la build che, durante la presentazione di Windows 98 con Bill Gates, andò in crash.
La build 1998 è la RTM: fu commercializzata in tutto il mondo.
Nella build 2150.4 vi furono diversi cambiamenti: la barra del titolo mostrava una sfumatura tendente al chiaro, dettaglio che rendeva l'interfaccia più simile a quella del futuro Windows NT 5.0. La build 2222A corrisponderà alla Second Edition di Windows 98.

## Caratteristiche perdute e miglioramenti
Windows 98 non utilizza le icone 3D caratteristiche delle prime versioni alpha di Memphis, ma usa quelle di Windows 95 leggermente ritoccate.
In tutti i programmi di Memphis, utilizzava icone tutte colorate di magenta, mentre in Windows 98 hanno colori distinti.
Quasi tutte le beta di Microsoft Memphis, anche quelle in stadio avanzato di sviluppo, hanno preinstallato Internet Explorer 3 mentre la versione finale di Windows 98 utilizza Internet Explorer 4.

## Windows NT 5.0
Contemporaneamente allo sviluppo di Memphis (Windows 9x), veniva sviluppata la beta 1 di Windows NT 5.0 che adoperava la stessa interfaccia di Memphis e che doveva avere la didascalia: "Design di Windows 98, potenza di Windows NT". Originariamente Memphis era stato progettato con un'interfaccia grafica 3D, attivabile nelle prime build di Memphis, ma annullata nelle build successive alla Beta 1.